# Colin Pitchfork
Colin Pitchfork (* 23. März 1960 in Newbold Verdon, Leicestershire) ist ein verurteilter britischer Mörder und Vergewaltiger. Er ist die erste Person, die mit Hilfe eines DNA-Tests überführt und der erste, der durch eine DNA-Reihenuntersuchung gefunden worden ist. Pitchfork vergewaltigte und ermordete zwei Mädchen, das erste im November 1983 in Narborough, Leicestershire und das zweite im Juli 1986 in Enderby, ebenfalls in Leicestershire. Er wurde am 19. September 1987 verhaftet und am 22. Januar 1988 zu lebenslanger Haft verurteilt, nachdem er beide Morde gestanden hatte.

## Leben
Pitchfork lebte in Newbold Verdon. Er besuchte die Schulen in Market Bosworth und Desford. 1981 heiratete er eine Sozialarbeiterin in Littlethorpe. Mit ihr hat er zwei Söhne.
Vor seiner Heirat wurde Pitchfork wegen Exhibitionismus verurteilt und zur Therapie ins Carlton Hayes Hospital in Narborough eingewiesen.
1976 wurde Pitchfork in Hampshires Bäckerei als Lehrling angestellt. Er arbeitete dort bis zu seiner Verhaftung der Morde wegen. Er entwickelte während seiner Arbeit besondere Begabung für Kuchendekorationen. Er hoffte, irgendwann sein eigenes Kuchendekorationsunternehmen gründen zu können. Seinem Abteilungsleiter zufolge war er ein ordentlicher Arbeiter und teilte sich seine Zeit gut ein, aber er war launisch „… und er konnte die Mitarbeiterinnen nicht in Ruhe lassen. Er machte sie immer an.“

## Verbrechen
Am 21. November 1983 hat Lynda Mann, ein fünfzehnjähriges Mädchen, ihr Zuhause verlassen, um eine Freundin zu besuchen, kam allerdings nie zurück. Am nächsten Morgen wurde es an einem verlassenen Fußweg, der unter Einheimischen als Black Pad bekannt ist, vergewaltigt und erdrosselt aufgefunden. Durch die Verwendung der damals möglichen forensischen Techniken verband die Polizei die Spermaprobe, die der Leiche entnommen wurde, mit einer Person mit Blutgruppe A und einem Enzymprofil, das nur zu 10 Prozent der Männer passte. Da es keine anderen Spuren oder Beweise gab, blieb der Fall zunächst ungelöst.
Am 31. Juli 1986 hat ein ebenfalls fünfzehnjähriges Mädchen namens Dawn Ashworth anstatt seines normalen Nachhausewegs eine Abkürzung genommen. Zwei Tage später wurde ihre Leiche in einer bewaldeten Gegend in der Nähe eines Fußweges namens Ten Pound Lane gefunden. Der Untersuchung nach wurde es geschlagen, vergewaltigt und erdrosselt. Der Modus Operandi glich dem des ersten Angriffs und Spermaproben zeigten dieselbe Blutgruppe.

## DNA-Reihenuntersuchung
Hauptverdächtiger war Richard Buckland, ein einheimischer Siebzehnjähriger, der über Kenntnisse des Aussehens von Ashworths Körper verfügte und beim Verhör den Mord gestand, allerdings den ersten Mord leugnete. Alec Jeffreys von der University of Leicester hatte zusammen mit Peter Gill und Dave Werret vom Forensic Science Service damals erst kürzlich die Verwendung des genetischen Fingerabdrucks entwickelt und diese Technik 1985 detailliert niedergeschrieben.
Gill sagte dazu:

“I was responsible for developing all of the DNA extraction techniques and demonstrating that it was possible after all to obtain DNA profiles from old stains. The biggest achievement was developing the preferential extraction method to separate sperm from vaginal cells – without this method it would have been difficult to use DNA in rape cases.”

„Ich war für die Entwicklung der DNA-Entnahmetechniken und den Beweis, dass es doch möglich war DNA-Profile von alten Flecken zu erhalten, verantwortlich. Die größte Errungenschaft war die Entwicklung der bevorzugten Entnahmemethode, um das Sperma von den Vaginazellen zu trennen – ohne diese Methode wäre es schwierig, DNA in Vergewaltigungsfällen zu nutzen.“

Indem er diese Technik benutze, verglich Jeffreys Spermaproben von beiden Morden mit Blutproben von Buckland, die schlüssig bewiesen, dass beide Mädchen vom selben Mann, aber nicht von Buckland getötet wurden. Die Polizei benachrichtigte das FSS, um Jeffreys Ergebnisse zu bestätigen und zu entscheiden, in welche Richtung die Ermittlung gehen sollte. Buckland wurde die erste Person, deren Unschuld durch eine DNA-Probe bewiesen wurde.
Später sagte Jeffreys:

“I have no doubt whatsoever that he would have been found guilty had it not been for DNA evidence. That was a remarkable occurrence.”

„Ich habe keinen Zweifel, dass Buckland für schuldig befunden worden wäre, wenn die DNA-Beweise nicht gewesen wären. Das war ein bemerkenswerter Vorfall.“

Die Polizei von Leicestershire und das FSS führten dann eine Ermittlung durch, in der 5000 einheimische Männer darum gebeten wurden, freiwillig Blut- oder Speichelproben von sich nehmen zu lassen. Dies dauerte sechs Monate und verlief ergebnislos.

## Festnahme und Verurteilung
Am 1. August 1987 verriet Ian Kelly, einer von Pitchforks Kollegen aus der Bäckerei, in einem Pub seinen Kollegen, dass er 200£ dafür bekam, Proben seiner eigenen DNA unter dem Namen Pitchfork abzugeben. Pitchfork behauptete, er wolle es vermeiden, von der Polizei aufgrund seiner Vorstrafen belästigt zu werden. Eine Frau, die dieses Gespräch mit anhörte, berichtete dies der Polizei. Am 19. September wurde Pitchfork in seinem Zuhause in Haybarn Close, einem Nachbardorf von Littlethorpe, verhaftet und es wurde eine Probe gefunden, die mit der DNA des Mörders übereinstimmte. Während des anschließenden Verhörs gestand Pitchfork, sich über tausendmal vor Frauen entblößt zu haben, eine Neigung, die er bereits in seiner frühen Jugend entwickelte. Dies gipfelte in Vergewaltigungen und dem anschließenden Erdrosseln seiner Opfer, um seine Identifizierung zu verhindern. Er bekannte sich der beiden Vergewaltigungen und Morde sowie einer weiteren von ihm begangenen sexuellen Nötigung für schuldig. Pitchfork bereitete sich zur Zeit des Mordes an Lynda Mann auf den Umzug nach Littlethorpe vor und wohnte zur Zeit von Dawn Ashworths Mord in Haybarn Close. Er wurde wegen Vergewaltigung in Tateinheit mit Mord zu lebenslanger Haft verurteilt. Der Staatssekretär setzte die Mindeststrafe auf dreißig Jahre fest, die später nach Berufung auf 28 Jahre reduziert wurde.

## Kunstwerk
Im April 2009 wurde eine Skulptur, die Pitchfork im Gefängnis entwarf, in der Royal Festival Hall ausgestellt. Das Kunstwerk, das Bringing the Music to Life genannt wurde, stellte ein Orchester und einen Chor dar, der „in akribischer Kleinarbeit durch das Falten, Schneiden und Zerreißen von Beethovens neunter Sinfonie“ entstand. Die Skulptur wurde als Teil eines Projekts des Koestler Trusts ausgestellt und von der Festival Hall für 600 £ gekauft. Infolge der Empörung in der Daily Mail wurde es von der Ausstellung entfernt. Pitchfork kreierte das Kunstwerk während er im Frankland Prison in Durham inhaftiert war. Er stellte es aus mit folgender Bildunterschrift: 

“Without this opportunity to show our art, many of us would have no incentive, we would stay locked in our cells as much as the walls that hold us.”

„Ohne diese Gelegenheit unsere Kunst zu zeigen, hätten viele von uns keinen Ansporn, wir würden in unseren Zellen so gefangen bleiben, wie die Wände, die uns halten.“

## Berufung
Nachdem diese zunächst am 30. April vertagt worden war, wurde am 14. Mai 2009 Pitchforks Berufung bei den Royal Courts of Justice in London angehört. Er erlangte eine zweijährige Reduzierung seiner ursprünglich dreißigjährigen Haftstrafe. Als Konsequenz war Pitchfork 2016 zur Entlassung berechtigt. Der Lord Chief Justice Igor Judge gab allerdings an, dass „er nicht entlassen werden kann, wenn nicht die Sicherheit der Öffentlichkeit garantiert ist.“ Das Gericht erfuhr, dass Pitchfork jetzt einen Hochschulabschluss erlangt hatte, er ein Experte in der Abschrift von gedruckter Musik in Brailleschrift ist und hoffe, eines Tages in der Lage zu sein, blinden Menschen zu helfen. Dies wurde von seinen Verteidigern als Beweis für seine Charakterentwicklung während seiner Haft präsentiert. Im April 2016 wurde Pitchforks Entlassung abgelehnt und stattdessen eine Verlegung in den offenen Vollzug verfügt. Am 1. September 2021 wurde Pitchfork auf Bewährung entlassen, aber wegen Verstößen gegen die Bewährungsauflagen im November wieder inhaftiert.

## Rezeption
- Joseph Wambaugh: The Blooding. 1989, ISBN 0-688-08617-9 (Ein Bericht über die Verbrechen).
- The Footpath Murders (1996) bei IMDb
- Code of a Killer: Dreiteilige Fernsehserie von ITV über die Überführung des Mörders mittels der ersten DNA-Reihenuntersuchung.